# Wörtlicher und übertragener Sinn
Wörtlicher und übertragener Sinn bezeichnet in der Semantik und in der linguistischen Pragmatik zwei grundlegende Möglichkeiten der Bedeutung eines Wortes oder einer Wortverbindung. Während mit dem wörtlichen, buchstäblichen oder Literalsinn bzw. lateinisch sensus litteralis die enge, eigentliche Bedeutung des Ausdrucks gemeint ist, spricht man von einem bildlichen, figürlichen, figurativen oder übertragenen Sinn bzw. sensus metaphoricus, wenn der Ausdruck metaphorisch gebraucht, also aus seinem eigentlichen Bedeutungszusammenhang in einen anderen übertragen wird.
Während bei Einzelwörtern neben der wörtlichen Bedeutung nur in einem Teil der Fälle auch ein Gebrauch im übertragenen Sinne möglich ist, liegt bei Redewendungen fast regelmäßig ein Gebrauch im übertragenen Sinne vor.
Beispiele:
- Das Wort „Platzhirsch“ bezeichnet, wenn es im wörtlichen Sinne gebraucht wird, einen männlichen Hirsch, der den Standort seines Rudels gegen Artgenossen verteidigt. Beim Gebrauch im übertragenen Sinne bezeichnet es eine meist männliche Person, der man vorwirft, dass sie ihre als angestammt empfundenen Rechte offensiv verteidigt.[2]
- Das Wort „Holzweg“ bezeichnet wörtlich einen Waldweg, der für den Holztransport angelegt wurde; übertragen bezeichnet es – insbesondere in der Wendung „auf dem Holzweg sein“ – einen Irrweg, der zu keinem Ziel führt.
- Die Wendung „auf den Busch klopfen“ wird heute fast ausschließlich im übertragenen Sinne verwendet und bezeichnet dann ein behutsames Nachfragen und Sondieren. Hintergrund dieser Metapher ist die Erfahrung, dass etwa Jagdwild, das sich in einem Busch versteckt, durch Beklopfen desselben aufgescheucht und ans Licht befördert werden kann.[3]

Die Fähigkeit von sprachlichen Zeichen, mehrere Bedeutungen zu haben – darunter etwa auch wörtlichen und übertragenen Sinn – bezeichnet man in der Linguistik als Polysemie.

## Begriffsabgrenzung
Abzugrenzen ist die Unterscheidung von wörtlichem und übertragenem Sinn von der Unterscheidung Konkretum und Abstraktum.

### In deutscher Sprache
- Claus Ehrhardt: Wörtliche und übertragene Bedeutung - Überlegungen zur Semantik-Pragmatik-Unterscheidung in der Phraseologie. In: Frank Liedtke (Hrsg.): Wörtlichkeit und darüber hinaus. Semantische Spezifizierung und pragmatische Anreicherung. Stauffenburg Verlag, 2019, ISBN 978-3-95809-122-1, S. 59–84.
- Kathrin Kohl: Metapher. J. B. Metzler, 2007, ISBN 978-3-476-10352-9.
- Angelika Linke, Markus Nussbaumer: Konzepte des Impliziten. Präsuppositionen und Implikaturen. In: Klaus Brinker u. a. (Hrsg.): Text- und Gesprächslinguistik. Ein internationales Handbuch zeitgenössischer Forschung. Band 1. De Gruyter, Berlin, New York 2000, ISBN 3-11-013559-0, S. 435–448.
- Hans-Georg Müller: Adleraug und Luchsenohr. Deutsche Zwillingsformeln und ihr Gebrauch. Peter Lang, Frankfurt 2009, ISBN 978-3-631-59764-4.

### In englischer Sprache
- Andrew W. Benjamin, Geoffrey N. Cantor, John R. R. Christie (Hrsg.): The Figural and the Literal. Problems of Language in the History of Science and Philosophy 1630–1800. Manchester University Press, Manchester 1987, ISBN 0-7190-1486-7.
- Barbara Dancygier: Figurative Language. Cambridge University Press, 2014, ISBN 978-0-521-18473-1.
- Robert J. Fogelin: Figuratively Speaking. 2. Auflage. Oxford University Press, 2011, ISBN 978-0-19-973999-8.
- Rachel Giora: On the priority of salient meanings: Studies of literal and figurative language. In: Journal of Pragmatics. Band 31, Nr. 7, Juli 1999, S. 919–929, doi:10.1016/S0378-2166(98)00100-3.
- Eva-Maria Graf: The Ontogenetic Development of Literal and Metaphorical Space in Language. Gunter Narr Verlag, Tübingen 2006, ISBN 978-3-8233-6255-5.
- David Ian Sturdee: On the Distinction Between Literal und Non-literal Language. University of Toronto, Toronto 1999 (Doktorarbeit).